# Callan-Symanzik-Gleichung
Die Callan-Symanzik-Gleichung, auch Gell-Mann-Low-Gleichung, ’t Hooft-Weinberg-Gleichung oder Georgi-Politzer-Gleichung, nach Curtis Callan, Kurt Symanzik, Murray Gell-Mann, Francis Low, Gerardus ’t Hooft, Steven Weinberg, Howard Georgi und David Politzer, ist eine Gleichung in der Quantenfeldtheorie. Sie beschreibt, wie sich die renormierten Greenschen Funktionen der Theorie in Abhängigkeit von der Energieskala  verhalten. Es handelt sich daher um eine Renormierungsgruppen-Gleichung.
Die Greensche Funktion ist dabei der Vakuumerwartungswert des zeitgeordneten Produkts aller in der Theorie vorkommenden Felder (Teilchen). Angenommen, es existieren zwei Arten von Teilchen, das Elektron {\displaystyle \psi } und das Photon {\displaystyle A}, dann lautet die Greensche Funktion {\displaystyle G_{k,l}} für ein System aus {\displaystyle k} Photonen und {\displaystyle l} Elektronen:
{\displaystyle G_{k,l}=\left\langle \Omega \left|T\left(A_{\mu _{1}}\dots A_{\mu _{k}}\psi _{1}\dots \psi _{l}\right)\right|\Omega \right\rangle }
mit dem Zeitordnungsoperator {\displaystyle T} und dem Vakuumzustand {\displaystyle |\Omega \rangle }. Im Allgemeinen ist die renormierte Greensche Funktion abhängig von allen Impulsen {\displaystyle p} der Teilchen, der renormierten Kopplungskonstanten {\displaystyle e_{R}} und ihrer renormierten Massen {\displaystyle m_{R}} sowie eines Renormierungsparameters {\displaystyle \mu }. Die Callan-Symanzik-Gleichung lautet:
{\displaystyle \left(\mu {\frac {\partial }{\partial \mu }}+{\frac {k}{2}}\gamma _{3}+{\frac {l}{2}}\gamma _{2}+\beta {\frac {\partial }{\partial e_{R}}}+\gamma _{m}m_{R}{\frac {\partial }{\partial m_{R}}}\right)G_{k,l}=0}
In dieser Gleichung wurden die Abkürzungen
- {\displaystyle \gamma _{3}={\frac {\mu }{Z_{3}}}{\frac {\mathrm {d} Z_{3}}{\mathrm {d} \mu }}} mit dem Renormierungsfaktor für das Photon {\displaystyle Z_{3}}
- {\displaystyle \gamma _{2}={\frac {\mu }{Z_{2}}}{\frac {\mathrm {d} Z_{2}}{\mathrm {d} \mu }}} mit dem Renormierungsfaktor für das Elektron {\displaystyle Z_{2}}
- {\displaystyle \gamma _{m}={\frac {\mu }{m_{R}}}{\frac {\partial m_{R}}{\partial \mu }}}
- {\displaystyle \beta =\mu {\frac {\partial e_{R}}{\partial \mu }}}

verwendet. Die Funktion {\displaystyle \beta } heißt auch Symanzik’sche Betafunktion und gibt das Laufen der Kopplungskonstanten mit der betrachteten Skala {\displaystyle \mu } wieder.